# José Batlle y Ordóñez
José Batlle y Ordóñez (21. května 1856 – 20. října 1929) byl uruguayský politik, prezident Uruguaye v letech 1903–1907 a 1911–1915, autor mnoha významných reforem a modernizátor uruguayské společnosti. Jako politik dokázal úspěšně nalézat kompromisy mezi zájmy buržoazie a chudou částí společnosti, která v jeho době stále intenzivněji usilovala o zlepšení svých životních podmínek.

## Život
Batlleho dědeček, v jehož domě vyrůstal, pocházel z Katalánska. Jeho otcem byl Lorenzo Batlle y Grau, uruguayský politik a voják, pozdější prezident země.
Studium práv nedokončil. Stála zatím jeho nespokojenost s poměry na univerzitě, které souvisely s politickou situací v zemi. Aby ji Batlle změnil, dal se na novinářskou dráhu. V roce 1886 založil deník El Día, na jehož stránkách bojoval s diktaturou tehdejšího prezidenta Máxima Santose. Ten ho brzy nechal vsadit do vězení, ale Batlle byl tak populární, že ho vláda musela po několika dnech propustit.
V roce 1890 úspěšně kandidoval do parlamentu za stranu colorados. Součástí jeho politického programu byla menší ekonomická závislost na zahraničí a zpřístupnění volebního práva většímu množství občanů Uruguaye.

### Prezident
Roku 1903 se stal poprvé prezidentem. Ve funkci se mu podařilo zrušit trest smrti a zavést možnost podmínečného propuštění. Jeho dalším politickým cílem byl zákon o rozvodu, jeho přijetí ale trvalo několik let, a to proto, že narazil na odpor uruguayských žen. Batlle se snažil také změnit k lepšímu život chudších obyvatel země, což se mu v mnoha ohledech podařilo. Týkalo se to jak dostupnosti zdravotní péče, tak přístupu ke vzdělání. Stát dělníkům přispíval na bydlení, hlídal hygienické podmínky v chudinských čtvrtích a v rámci boje proti tuberkulóze těm, kteří to potřebovali, nechal rozvážet mléko. Batlle dále usiloval o schválení zákona o osmihodinové pracovní době a zákazu práce v neděli. Tento zákon ale uruguayský parlament schválil až v roce 1916.
Úspěšný byl Batlle i v ekonomické oblasti – státní rozpočet byl v přebytku, výrazně rostl export, do země se dařilo dovážet potřebné strojové zařízení. Udržení hospodářského růstu souviselo s dostatečně vzdělanými pracovními silami, a proto zakládala vláda ve vnitrozemí střední školy a na univerzitě vznikly fakulty agronomie a veterinární medicíny, což mělo zajistit dostatek kvalifikovaných odborníků v zemědělství.
Když ve funkci skončil a stěhoval se z úřadu domů, tak mu lidé z nadšeného davu, který ho obklopil, roztrhali oblečení a jeho části si odnesli, aby tak získali na svého oblíbeného prezidenta památku.

#### Druhý mandát
Ve druhém volebním období chtěl Batlle pokračovat v sociálních reformách, provést sekularizaci a bojovat se zahraničním kapitálem. Také chtěl lépe vyvážit moc ve státě, a proto navrhl kolektivní systém vlády. Po nástupu do úřadu se snažil posílit vliv státu v bankovním sektoru a pojišťovnictví a zpřístupnit tak např. více úvěrů střední vrstvě obyvatelstva. Povedlo se mu to ale jen částečně. Svou roli při tom sehrál i fakt, že Batlle nepostupoval proti nejbohatším občanům a podnikatelům nějak zvlášť razantně a nechtěl je připravit o jejich hlavní výhody.
Aby uruguayské hospodářství nebylo tolik závislé na dobytkářství, poskytoval prezident podporu pěstitelství. Nechal stavět silnice, což mělo umožnit zemědělcům levněji dopravit své produkty do hlavního města, aniž by museli využívat Brity ovládanou železnici. Tam, kde to bylo možné, stát také investoval do výstavby vlastních železničních tratí.

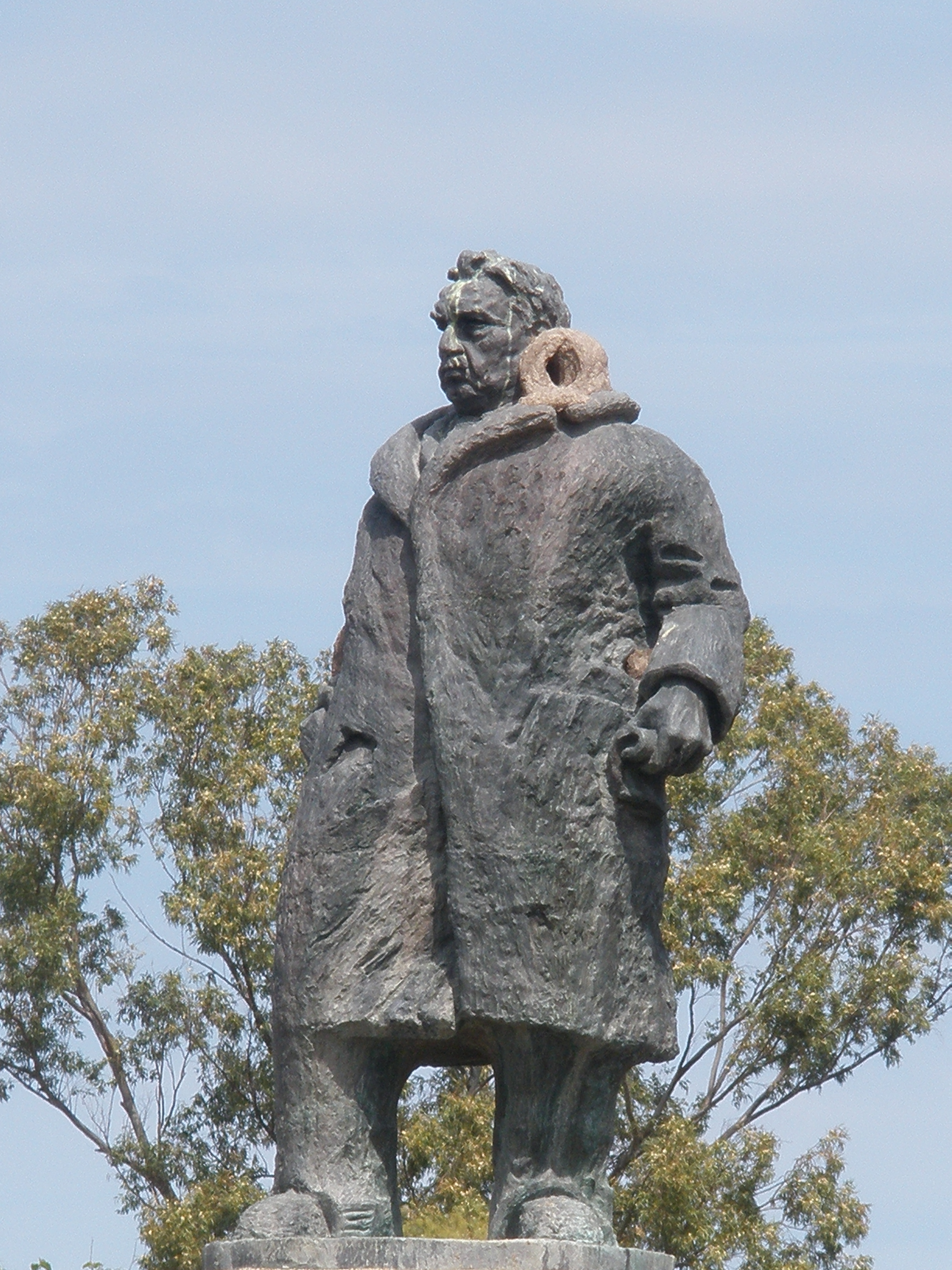
Socha José Batlleho, departement Paysandú

V oblasti zahraničních vztahů se orientoval na Spojené státy, ke kterým se jeho vláda choval dosti vstřícně. Úplně se mu to ale nevyplácelo, Američané totiž na rozdíl od Britů, kteří o svůj vliv v této části Jižní Ameriky přicházeli, odebírali velice malé množství uruguayského zboží a sami dováželi kvalitní a poměrně levné produkty, za které nemohli Uruguayci nabídnout odpovídající protihodnotu.
Zcela se mu nezdařil jeho pokus reformovat vládní složku moci zavedením kolektivního devítičlenného výboru, jež měl nahradit funkci prezidenta a eliminovat možnost diktatury. Inspirací mu při tom byl politický systém ve Švýcarsku, kde určitou dobu sám pobýval. Proti tomuto projektu se postavili jak socialisté, tak strana blancos. Kritika tohoto návrhu byla tak velká, že došlo i k rozdělení Batlleho vlastní strany. Jeho nápad neuspěl ani u voličů, i když měl podporu u těch, co hlasovali v Montevideu.

## 1915–1929
Batlle nechtěl dále ohrožovat jednotu své strany, a tak se rozhodl v dalších prezidentských volbách již nekandidovat. Pracoval v deníku El Día a byl nadále aktivní ve své politické straně, kde se snažil zavést kolektivní systém vedení, podobný tomu, o který se pokoušel na státní úrovni. Aby mohl propagovat své myšlenky, intenzivně cestoval po Uruguay a přednášel. Zemřel 20. října 1929 poté, co prodělal srdeční záchvat.